# Почётный гражданин Череповца
Почётный граждани́н Череповца́ — почетное звание, присуждаемое жителю Череповца ко Дню города. Традиционно человеку вручаются нагрудный знак и удостоверение, подтверждающее присуждение звания. Имя Почетного гражданина заносится в специальную книгу.

## Нормативно-правовое регулирование
Процедура присуждения звания Почетного гражданина Череповца и последующее осуществление выплат регулируется двумя основными законами:
- Постановление Череповецкой городской Думы от 27.09.2005 № 87 "О Положении о звании «Почетный гражданин города Череповца»;
- Постановление мэра города от 18.01.2006 № 74 "О Порядке выплат лицам, удостоенным звания «Почетный гражданин города Череповца».

Человеку, удостоенному звания, единовременно выплачивается 15 000 рублей.

## История присуждения звания
В 2006 году звание Почетного гражданина не присуждалось — 4 ноября (День города), как это бывает обычно. Вместо этого в декабре 2006 года депутаты череповецкой Думы приняли решение удостоить этого звания экс-мэра Михаила Ставровского, который 1 декабря по собственному желанию ушёл в отставку.

## Список Почётных граждан
| - 1869 — Эдуард Васильевич Лерхе - 1874 — Михаил Христофорович Рейтерн, — Граф Дмитрий Андреевич Толстой - 1881 — Александр Аркадьевич Суворов-Рымникский - 1886 — Иван Андреевич Милютин - 1899 — Граф Сергей Юльевич Витте - 1901 — Дмитрий Мартынович Сольский, — Князь Михаил Иванович Хилков - 1909 — Дмитрий Викторович Колюбакин - 1967 — Диниахмед Набиулиевич Мамлеев, — Иван Васильевич Тимохин, — Корнелий Константинович Морозов - 1968 — Николай Александрович Коротеев - 1975 — Алексей Егорович Савонов - 1976 — Ольга Николаевна Рубинова - 1977 — Ангелина Анатольевна Алексеева, — Мария Дмитриевна Бигот, — Антонина Ивановна Виноградова, — Татьяна Ивановна Громова, — Наум Ефимович Тёмкин | - 1982 — Александр Ильич Гуторов, — Алексей Васильевич Климов - 1983 — Владимир Александрович Ветрогонский, — Леонид Иванович Данилов, — Иннокентий Андреевич Кузьмин, — Алексей Архипович Леонов, — Вячеслав Андреевич Федюшкин - 1992 — Иван Васильевич Кольцов - 1993 — Юрий Викторович Липухин - 1994 — Оскар Фридрихович Краузе - 1995 — Валентина Михайловна Родина - 1997 — Тамара Павловна Гурняк - 2001 — Виталий Константинович Гордеев - 2002 — Дмитрий Сергеевич Чистяков - 2003 — Вячеслав Евгеньевич Позгалёв - 2004 — Владимир Алексеевич Ванчиков - 2006 — Михаил Сергеевич Ставровский - 2007 — Игорь Павлович Журавлёв - 2008 — Георгий Егорович Шевцов - 2009 — Евгений Григорьевич Иванов - 2009 — Евгений Анатольевич Муравьёв - 2009 — Эльвира Петровна Риммер |